# Maria Jagiełka
Maria Irena Jagiełka (ur. 20 sierpnia 1959 we Wrocławiu) – polska basistka, grająca także na gitarze, trąbce, kornecie i melodyce.

## Życiorys
W latach 70. uczęszczała do Państwowej Szkoły Muzycznej I st. we Wrocławiu. Zaczynała w latach 80. od grania jazzu w żeńskim trio Fatum, które współtworzyły wraz z nią: Mariola Niedbał (lider; kontrabas) i Jadwiga Nikiel (fortepian). W obszernym repertuarze, według słów liderki zespołu – znalazły się zarówno grzeczne, acz niegrzecznie wykonywane standardy jazzowe po utwory quasi free-jazzowe, jak i kompozycje własne. Zespół wystąpił podczas organizowanego w warszawskim klubie Hybrydy wydarzenie pod nazwą „Dni Komedy”, gdzie otrzymał dwie nagrody – główną i specjalną. Ponadto występował na festiwalach FAMA i Jazz nad Odrą. Następnie basistka współpracowała prawie ze wszystkimi wrocławskimi grupami punkowymi działającymi w latach osiemdziesiątych; a były to m.in.: Miki Mousoleum, Kaman & The Big Bit, Latające Odchody, Dexapolkort czy De Musk. Brała udział w nagrywaniu kaset magnetofonowych Miki Mousoleum (Wieczór Wrocławia z 1984, wydany w 2015 na płycie kompaktowej) i Kamana & The Big Bitu (Białe Murzynostwo z 1987, wydane ponownie na kasecie w 1990, zaś na płycie kompaktowej w 2014). W 1980 roku grała w berlińskim zespole Livin' Spirits, zaś w latach 1985–1986 koncertowała w Holandii, Norwegii i Niemczech z Holy Toy. Ponadto często wchodziła w składy powstających doraźnie, wrocławskich kapel punkowych. Wzięła także udział w proteście przeciwko likwidacji wrocławskiej księgarni „Kwant”, występując wraz z Krzysztofem „Kamanem” Kłosowiczem (śpiew, gitara) i Olgą Szelc (gitara akustyczna).
Grała m.in. na: gitarach basowych: Defil Baston, gitara basowa bezprogowa, produkcji Jerzego Jakubiszyna i Wellins; na trąbkach: Polmuz, a następnie trąbki i kornety różnych marek.

## Dyskografia[1]
- Miki Mousoleum – Wieczór Wrocławia (MC, 1984; CD i LP, Rita Baum, 2015)
- Kaman & The Bigbit – Białe Murzynostwo (MC, Wolność i Pokój, 1987; MC, Wolny Wrocław, 1990; CD, Rita Baum, 2014)
- Guru Cushna & Livin' Spirits – Wait For Me (SP, Gema)
- Skibiński, Winder – Super Sessions (CD, Metal Mind Productions, 2006)
- Jacek Telus – Miłosz w muzyce – Muzyka w Miłoszu (CD, Polskie Radio, 2011)